# Jesse McCartney
Jesse Arthur McCartney, född 9 april 1987 i Ardsley, Westchester County, New York, är en amerikansk artist och skådespelare, vars genombrott kom med TV-serien Summerland. McCartney har gjort tre album som heter Beautiful Soul som släpptes år 2004, Right Where You Want Me släpptes den 19 september 2006 och Departure som släpptes den 28 maj 2008. Han har bland annat varit med i serien Hannah Montana.

## Biografi

### Barndomen
Jesse Abraham Arthur McCartney föddes i Ardsley norr om New York den 9 april 1987. Han började sin skådespelarkarriär med små uppsättningar i hemstaden. Vid 10 års ålder gjorde han sin Broadway-debut i Kungen och jag. Han framträdde även tillsammans med Roger Daltrey från The Who i A Christmas Carol (En julsaga).

### Musikkarriären
Jesse McCartneys karriär som sångare startade med barngruppen Sugar Beats. Tre av deras album, How Sweet It Is (1998), Wildthing (1999) och Car Tunes (2000), blev Grammisnominerade. 
Vid 12 års ålder gick han med i pojkbandet Dream Street där han var med i två år. Gruppens debutskiva sålde platina. Succén varade inte länge då bandet splittrades under en turné med Aaron Carter.
Jesse McCartney släppte sin första solo-EP i juli 2003. Skivan innehöll sångerna Beautiful Soul, Don’t You, och Why Don’t You Kiss Her. Under 2004 framförde han duetten Don’t Go Breaking My Heart med Anne Hathaway som fanns med på soundtracket från filmen Ella den förtrollade. 
Det första riktiga soloalbumet Beautiful Soul kom den 28 september 2004. Albumet hade sålt platina i mars 2005. Efter skivsläppet gav sig Jesse McCatney ut på soloturné som fick namnet Beautiful Soul. Hans framträdande på Paramount's Great America i Kalifornien spelades in som en live-CD och gavs även ut som en DVD.

### Filmkarriären
Jesse McCartney inledde sin skådespelarkarriär som J.R. Chandler i såpan All My Children mellan 1998 och 2001. Han nominerades för en Emmy Award både 2001 och 2002 för sin insats. Under 2004 och 2005 spelade han Bradin Westerly i Summerland som i Sverige har visats på Kanal 5.

## Diskografi

### Album
- JMac (EP) (2003)
- Beautiful Soul (2004)
- Live: The Beautiful Soul Tour (2005)
- Off the Record (EP) (2005)
- Right Where You Want Me (2006)
- Departure (2008)
- Departure: Recharged (2009)
- TBA (2010)

### Singlar
- "Beautiful Soul" (2004)
- "She's No You" (2005)
- "Get Your Shine On" (2005)
- "Because You Live" (2005)
- "Right Where You Want Me" (2006)
- "Just So You Know" (2006)
- "Just Go" (2006)
- "Leavin'" (2008)
- "It's Over" (2008)
- "How Do You Sleep?" med Ludacris (2009)
- "Body Language" med T-Pain (2009)
- "Shake" (2010)

### Diverse låtar
- "Best Day Of My Life" (från filmen A Cinderella Story)
- "Beautiful Soul" (remix) (från filmen A Cinderella Story)
- "Crushn'" (från skivan Lizzie McGuire: Total Party!)
- "Don't Go Breakin' My Heart" (framförd tillsammans med Anne Hathaway) (från filmen Ella den förtrollade)
- "Get Your Shine On" (från skivan Summerland soundtrack)
- "I'll Try" (från skivan Disneymania Vol. 4)
- "One Way Or Another" (från skivan Radio Disney Jingle Jams)
- "She's No You" (Neptune's Remix)
- "The Second Star to the Right" (från skivan Disneymania Vol. 2)
- "When You Wish Upon a Star" (från skivan Disneymania Vol. 3)
- "Winter Wonderland" (från skivan Radio Disney Jingle Jams)

## Filmografi
- All My Children (1998-2001) som J.R. Chandler
- Law & Order (2000) som Danny Driscoll
- The Pirates of Central Park (2001) som Simon Baskin
- The Strange Legacy of Cameron Cruz (2002) som Cameron Cruz
- Pizza (2004) som Justin
- Summerland (2004-2005) som Bradin Westerly
- Punk'd (2005) som sig själv
- Keith (2007) som Keith
- Alvin och gänget (2007) röst till Theodore Seville
- Hannah Montana (2007) som sig själv
- Tingeling (2008) röst till Tristan
- Horton (2008) röst till JoJo McDodd
- Tingeling och den förlorade skatten (2009) röst till Tristan
- Alvin och gänget 2 (2009) röst till Theodore Seville
- Beware The Gonzo (2010) som Gavin Reilly
- Zack och Codys ljuva hotelliv (2005) som sig själv

### Som sångare
- Fat Albert (2004) med låten "Get Your Shine On"
- En prinsessas dagbok 2 (2004) med låten "Because You Live"
- Ella den förtrollade (2004) med låten "Don't Go Breakin' My Heart"
- A Cinderella Story (2004) med låten "Best Day Of My Life"
- Keith (2004) med låten "We Can Go Anywhere"